# John Williams Wilson
John Williams Wilson, également connu sous le nom de Juan Guillermos, né à Bristol en 1798 et mort à Valparaíso le 14 septembre 1857, est un officier de marine et homme politique chilien, d'origine britannique. Jeune, il entre dans la Marine chilienne (récemment créée) en 1824 au sein de laquelle il parviendra au rang de commandant. À la fin de sa vie, il est nommé gouverneur de Talcahuano (1849–1855). Il supervise la construction de Fort Bulnes en 1843, que le gouvernement chilien envisageait comme une base pour le contrôle du détroit de Magellan. Puerto Williams, fondé en 1953, sera nommé en son honneur, tout comme l'île Juan Guillermos.